# Abie Grossfeld
Abraham Israel „Abie“ Grossfeld (auch Grossfield) (* 1. März 1934 in New York City, New York) ist ein ehemaliger US-amerikanischer Kunstturner und Turntrainer.

## Leben
Grossfeld war in der Highschool ein „Allrounder“ (Sprint, Hochsprung, Radrennen, Schwimmen, Wasserspringen). Als 16-Jähriger wurde er 1951 mit der New York Maritime Benevolent Association Medal ausgezeichnet, da er im Winter in den eiskalten Fluss gesprungen war und einen Fünfjährigen vor dem Ertrinken gerettet hatte. Nach dem Highschool-Abschluss schloss er sich der University of Illinois an, gewann vier US-amerikanische Hochschulmeisterschaften, wurde dreimal Zweiter und dreimal Dritter in unterschiedlichen Turndisziplinen. 1956 und 1960 nahm er an den Olympischen Sommerspielen und 1958 an den Turn-Weltmeisterschaften teil. Er nahm erfolgreich an  den Panamerikanische Spielen 1955, 1959 und 1963 sowie an der Makkabiade  1953, 1957 und 1965 teil.
Nach seinem Bachelor 1960 setzte er sein Studium fort und absolvierte 1962 auch seinen Masterabschluss in Leibesübungen. Er gewann vier Amerikanische Meisterschaften der Amateur Athletic Union. Nach seinem Rücktritt vom aktiven Wettkampfsport wurde er der Direktor des Sportinstituts (im Rang eines Professors) der Southern Connecticut State University sowie Turntrainer der Universität. Hier baute er ein erfolgreiches Turnprogramm auf. 148 seiner Turner wurden als All-American ausgezeichnet. Er wurde durch die Wahl als Turntrainer der Olympiamannschaften von 1964, 1972, 1984 und 1988 ausgezeichnet.

## Auszeichnungen
- 1959 University of Illinois Athlete of the Year
- 1960 Fédération Internationale de Gymnastique Master of Sports Award
- 1972, 1975, 1976 NCAA National Coach of the Year
- 1979 United States Gymnastics Hall of Fame
- 1984 Gymnastics Federation Coach of the Year
- 1991 Aufnahme in die International Jewish Sports Hall of Fame
- 1999 USA Gymnastics Spirit of the Flame Award
- 2001 World Acrobatic Society’s Acrobatic Legend Award
- Ein internationales Turnfest ist nach ihm benannt.[3]